# You Need to Calm Down
〈You Need to Calm Down〉은 미국의 싱어송라이터 테일러 스위프트의 노래이다. 2019년 6월 14일 일곱 번째 정규 음반 《Lover》(2019)의 두 번째 싱글로 발매되었다. 음반의 열 네 번째 트랙으로 수록되어 있으며, 스위프트는 조엘 리틀과 함께 노래를 작곡하고 프로듀싱하였다. 〈You Need to Calm Down〉은 업비트에 여름 느낌의 신스팝과 일렉트로팝 노래이며, 가사에서는 인터넷 트롤 및 동성애 혐오자를 언급하며 자신의 성소수자 사회에 대한 지지를 드러냈다.
노래가 발매된 같은 날에 가사 비디오가 함께 공개되었으며, 스위프트와 드류 커시가 감독하고, 스위프트 및 토드릭 홀이 총괄한 뮤직 비디오는 6월 17일 공개되었다. 음악 평론가들은 〈You Need to Calm Down〉에 양분된 반응을 보였는데, 긍정적으로 평가한 이들은 노래가 가진 중독성과 친(親)성소수자의 가사를 호평하였으며, 반대는 노래에 담긴 주제가 혼란스럽다는 점을 비판 요소로 삼았다. 하지만 평론과 관계 없이 노래는 게이 앤섬으로 꼽혔다. 상업적으로는 스코틀랜드에서 1위를 차지하였고, 오스트레일리아, 캐나다, 아일랜드, 말레이시아, 뉴질랜드 그리고 영국에서 5위 이내에 들었다. 미국 빌보드 핫 100에서는 2위로 데뷔하였으며, 마돈나와 함께 빌보드 차트 역사상 가장 2위를 많이 차지한 아티스트가 되었다.
2019년 MTV 비디오 뮤직 어워드에서 〈You Need to Calm Down〉의 비디오는 9개의 부문에 후보로 올랐으며, 올해의 비디오 상 및 비디오 포 굿(Video for Good, 사회적 메시지가 담긴 비디오를 수상하는 부문)을 수상하였다. 전자는 〈Bad Blood〉(2015) 이후 스위프트가 두 번째로 받은 상이다. 또한 그래미 어워드에서 최우수 팝 솔로 퍼포먼스 부문에 후보로 올랐다.

## 배경 및 발매
첫 번째 벌스는 트롤과 캔슬 컬처에 관한 것이에요. 두 번째 벌스는 동성애 혐오자와 제 콘서트에서 시위를 하는 사람들을 의미해요. 세 번째 벌스는 성공한 여성들을 서로 경쟁시키는 것을 뜻해요.

— 보그에서 〈You Need to Calm Down〉의 가사를 설명한 스위프트
2019년 4월 26일, 노래의 제목이 〈Me!〉의 뮤직 비디오 중 브렌던 유리가 불어로 소리를 칠 때 공개가 되었다. 이후 "1940년대 노래처럼 들리는 인스트루멘탈 버전"의 〈You Need to Calm Down〉이 비디오 속에 흘러 나왔다. 2019년 6월 13일, 스위프트는 인스타그램 라이브에서 자신의 다가오는 음반의 두 번째 싱글의 제목이 〈You Need to Calm Down〉이라는 것과 6월 14일 동부 표준시 기준 정각에 나올 것이라는 사실을 밝혔다.
노래의 가사 비디오는 노래와 함께 유튜브에 공개되었다. 비디오에는 단어 "glad"가 GLAAD로 바뀌고, "EA"가 평등법을 의미하는 "Equality Act"로 바뀌는 등 이스터 에그가 담겨 있었다. 이러한 설정은 스위프트가 프라이드 먼스 및 미국 상원에 평등법 통과를 청원한 것과 관련이 있다. 해당 청원은 코리 부커, 엘리자베스 워런, 베토 오로크, 키어스틴 질리브랜드 드의 민주당원을 포함해 50만 명 이상의 서명을 받았다. 곡의 발매에 이어 GLAAD는 스위프트가 가장 좋아하는 숫자인 13달러의 기부금이 많이 송금됐다고 밝혔다. 2019년 6월 24일, 스포티파이에서 세로 버전 비디오가 독점으로 공개됐다. 2019년 8월 20일, 영국의 일렉트로닉 밴드 클린 밴딧이 리믹스한 노래가 공개됐다.

## 평가
음악 평론가들은 〈You Need to Calm Down〉에 양분된 반응을 보였다. NME의 댄 스텁스는 "예측 가능한 반응에서의 시듦"이라며 중독성 있는, 한 입 크기의 팝 패키지라고 묘사하였다. 디 A.V. 클럽의 그웬 이냇은 "동성애 혐오자와 반동성애인들의 편견에 명확하고도 신선하게 반응한다"고 리뷰하였으며, USA 투데이의 메이브 맥더못과 조슈아 보트는 〈Me!〉보다 더욱 좋은 곡이며, 음반에서 팬들이 기대할 수 있는 것에 대한 더 좋은 예시라고 평하였다. 로스앤젤레스 타임스에 글을 쓴 마이클 우드 또한 〈Me!〉보다 "크고 창조적인 발전"이 있었다는 점을 동의하며 "명명백백한 친(親)성소수자적 메시지는 확실히 환영받지만, 아주 조금은 냉소적인 반응을 하게 만든다"고 이야기하였다. 타임의 라이사 브러너는 "밝고 버블검스러운 이어웜"이며 "동성애자, 트롤, 괴롭힘에 대한 경고로 작용하는 다채로운 반박"라고 묘사하며 호평하였다.
피치포크의 미셸 킴은 노래가 "좋은 의도"를 가지고 알리십에 관한 내용은 약간의 호평을 받을 만 하지만 "당황함과 감동스럽지 않음이 동시에 일어난다"고 비판했다. 에스콰이어의 저스틴 커클랜드는 "온라인 헤이터들을 LGBTQ+ 사람들의 개인적, 사회적 투쟁과 동일시한다"라며 "성소수자 동맹의 요점을 놓치고 있다"고 부정적인 반응을 내비쳤다. 이와 비슷한 반응으로 디 애틀랜틱에 글을 쓴 스펜서 콘하버는 노래에 관해 "숨막히는 논쟁이다... 유명한 사람들이 퀴어인들에 필적하는 방식으로 박해를 받는 것처럼 느껴진다"고 비판했다. 스핀의 윌 고트세건은 노래의 "쉽고, 불쾌하지 않은 가사는 가장 광범위한 매력을 어필할 수 있도록 설계된 것처럼 느껴지"며 "너무 안전하게 노래한다"고 말하였다. 복스의 콘스턴스 그래디는 〈Blank Space〉(2014)와 비교하며 〈You Need to Calm Down〉을 지루하다고 표현했다.
헤럴드 트리뷴은 2019년 최고의 노래 2위에 〈You Need to Calm Down〉을 선정했다.

## 상업적 성과
〈You Need to Calm Down〉은 미국의 빌보드 핫 100에 2위로 데뷔하며, 《Lover》의 두 번째 2위 곡이 되었다. 리드 싱글인 〈Me!〉처럼 1위는 빌리 레이 사이러스가 피처링한 릴 나즈 엑스의 〈Old Town Road〉가 차지하였다. 스위프트는 〈Me!〉, 〈I Don't Wanna Live Forever〉, 〈I Knew You Were Trouble〉, 〈Today Was a Fairytale〉, 〈You Belong with Me〉, 그리고 〈You Need to Calm Down〉이 모두 차트에서 2위를 차지하면서, 마돈나와 함께 빌보드 핫 100 차트에서 2위를 가장 많이 차지한 아티스트가 되었다. 〈You Need to Calm Down〉은 스위프트의 24번째 10위권 노래로, 마돈나(38), 리한나(31), 머라이어 캐리(28), 자넷 잭슨(27)에 이어 다섯 번째로 10위권 내에 노래가 가장 많이 진입한 여성 아티스트가 되었다. 또한 스위프트의 10위 권 이내로 데뷔한 16번째 노래가 되면서 20곡의 10위 권 이내 데뷔곡을 만든 드레이크 다음으로 많은 아티스트이자 유일한 여성 아티스트가 됐다.
〈You Need to Calm Down〉은 7만 9천회의 다운로드로 빌보드 디지털 송 세일즈 차트에서 1위로 데뷔하였다. 이것으로 스위프트는 해당 차트에서 17곡의 노래를 1위에 올린 아티스트가 됐다. 빌보드 핫 100에서 12주 연속 20위 안에 든 〈You Need to Calm Down〉은 스위프트의 노래 중 2017년 제인 말리크와 함께한 〈I Don't Wanna Live Forever〉 이후 20위 권 내에서 가장 긴 시간을 보낸 곡이 됐다. 3일 동안 공중파 방송 기준 메인스트린 톱 40 차트에 33위로 데뷔해 9위까지 올라갔다.
캐나다에서는 3일간의 라디오 트랙 기준으로 40위를 하며 핫 AC 차트에 진입했다. 이후 캐나다 핫 100에 4위로 데뷔하며, 《Lover》의 두 번째 톱 5 히트곡이 됐다.
영국 싱글 차트에서는 5위로 데뷔해 스위프트의 13번째 톱 10 노래가 됐으며, 스코틀랜드에서는 싱글 차트 1위로 데뷔해 스위프트의 5번째 1위 곡이자, 〈Me!〉에 이어 두 번 연속 1위를 차지한 히트곡이 됐다. 아일랜드에서는 〈Me!〉와 같은 순위인 5위로 데뷔했다. 독일에서는 37위로 데뷔 후 한 단계 상승한 36위에 정즘을 찍었고, 네덜란드에서는 싱글 톱 100 차트에 28위로 데뷔하였다. 벨기에 울트라톱 차트에서는 11위로 처음 진입해 3위까지 올라갔으며, 스웨덴의 스베리예토프리스탄 차트에서는 55위로 진입하였다. 오스트레일리아에서는 ARIA 차트에서 3위로 데뷔, 호주 내 두 번째 톱 3 히트곡이 됐고, 뉴질랜드에서는 NZ 싱글 차트에 5위로 진입해 스위프트의 15번째 톱 10싱글이 되었고, 핫 싱글 차트에서는 1위를 차지하였다.

## 뮤직 비디오
뮤직 비디오는 스위프트와 드류 커시가 제작하였으며, 스위프트 및 토드릭 홀이 총괄하였다. 영상은 2019년 6월 17일 굿 모닝 아메리카에서의 초연 이후 공개되었다. 비디오에는 많은 카메오가 등장하였으며, 대부분이 LGBT와 관련된 인물이었다. 출연 순서로는 무용가 지우세페 지오프레, 덱스터 메이필드, 유튜버 해나 하트, 여배우 라번 콕스, 가수 체스터 록하트, 토드릭 홀, 헤일리 키요코, 배우 제시 타일러 퍼거슨, 법조인 저스틴 미키타, 가수 키아라, 넷플릭스 시리즈 퀴어 아이의 출연자, 피규어 스케이트 서눗 애덤 리펀, 가수 케이티 페리, 배우 라이언 레이놀즈가 있다. 특히 페리의 등장은 몇 달 전에 공개적으로 끝난 두 사람간의 불화를 완전히 종결시키는 데 기여하였다. 루폴의 드래그 레이스에 나온 많은 드래그 퀸은 유명 여성 아티스트를 모방하였다. 타티아나는 아리아나 그란데를, 트리니티 더 턱은 레이디 가가를, 델타 워크는 아델을, 트리니티 K. 보넷은 카디 B를, 제이드 졸리는 스위프트를, 라일리 녹스는 비욘세를, 어도어 델라노는 케이티 페리를, 아케리아 샤넬 데이븐포트는 니키 미나즈를 모방하였다. 영상은 캘리포니아주 샌타클라리타에서 촬영됐다.

### 평가
뮤직 비디오는 엇갈린 반응을 보였다. 스위프트의 적극성에 대한 부분에서는 호평을 받은 반면, 사형 집행에 대한 비판과 반(反)성소수자 시위자들에 대한 묘사는 비판을 받았다. 뉴욕 타임스, 워싱턴 포스트, CNN, 아이리시 타임스 등 많은 신문사들은 노래 및 뮤직 비디오가 스위프트의 가장 정치적인 움직임이었다고 언급했다. 뉴욕 타임스의 존 카라마니카는 LGBT 유명인사들과 드래그 퀸들이 출연한 것에 대해 "가치 있는 축하"라고 호평하였지만, 그럴듯해 보이기만 한다는 점을 지적했다. 같은 리뷰에서 웨슬리 모리스는 6월에 공개된 비디오가 프라이드 먼스와 일치하는 것에 대해 "지치고, 더뎠으며 기회적인 면모"가 보였지만, 비디오는 호평하였다. 벌처의 크레이그 젠킨스는 좋은 의도를 가지고 있지만 퀴어 베이팅과 프라이드 먼스로 이익을 얻었다고 비판했다. 에스콰이어의 데이브 홈즈는 카메오에 대해서는 칭찬했지만, 동시에 "추악하면서 교육받지 않은" 시위대의 모습 또한 자세히 다루었다.
NBC 뉴스의 마이클 아르크노는 스위프트가 좋은 의미로 영상을 만들었다는 것에는 동의했지만, 반동성애 시위자들은 "가난한 불량배들"로 묘사한 것과 스위프트와 페리 사이의 장면이 동성애 지지 메시지를 훼손한다는 점을 단점으로 언급했다. 디 애틀랜틱의 스펜서 콘하버는 "실제 생활에서 프라이드의 반대 시위는 더 추한 구호를 가지고 있다"며 "편협함을 부정으로 치부한다. 이런 것은 도움이 되지 않는다"고 혹평하였다. 인디펜던트의 네이선 마는 시위대에 성소수자 반대를 표명한 정치인을 포함했으면 좋을 것 같았다는 의견을 남겼다.
일부 매체나 LGBTQ의 인물들은 스위프트를 옹호하거나 호평을 보냈다. 와이어드의 엠마 그레이 엘리스는 "노래는 어떠한 의견보다 더 많은 말을 남겼다"며 "사람들은 스위프트의 정치 경험 부재를 경멸한다고 말했으나, 그녀가 현재 노골적으로 정치적인 모습을 보였는데도 여전히 싫어한다"고 이야기했다. 인스타일의 드 엘리자베스는 "완전한 행동주의의 결여는 스위프트가 샌드백이 될 수 있게 했다"고 표현하였다. 배우 브라이언 조던 알바레즈는 인디와이어와의 인터뷰에서 영상을 극찬하면서 "특히 거대한 플랫폼을 가진 누군가가 LGBTQ 커뮤니티에 대한 긍정과 사랑, 지지를 표현할 때마다 전적으로 감사를 보낸다"고 이야기하였다. 배우 빌리 에이크너는 스위프트의 행동을 좋게 보며 "성소수자 커뮤니티는 우리가 얻을 수 있는 모든 동맹이 필요하다"고 표현했다.

## 수상 및 후보
| 연도 | 시상식                        | 부문                    | 결과   | 각주   |
| ---- | ----------------------------- | ----------------------- | ------ | ------ |
| 2019 | 틴 초이스 어워드              | 초이스 여름의 노래      | 후보   | [ 46 ] |
| 2019 | MTV 비디오 뮤직 어워드        | 올해의 비디오           | 수상   | [ 47 ] |
| 2019 | MTV 비디오 뮤직 어워드        | 올해의 노래             | 후보   | [ 47 ] |
| 2019 | MTV 비디오 뮤직 어워드        | 비디오 포 굿            | 수상   | [ 47 ] |
| 2019 | MTV 비디오 뮤직 어워드        | 최우수 팝               | 후보   | [ 47 ] |
| 2019 | MTV 비디오 뮤직 어워드        | 최우수 감독             | 후보   | [ 47 ] |
| 2019 | MTV 비디오 뮤직 어워드        | 최우수 예술 감독        | 후보   | [ 47 ] |
| 2019 | MTV 비디오 뮤직 어워드        | 최우수 편집             | 후보   | [ 47 ] |
| 2019 | MTV 비디오 뮤직 어워드        | 최우수 파워 앤섬        | 후보   | [ 47 ] |
| 2019 | MTV 비디오 뮤직 어워드        | 여름의 노래             | 후보   | [ 47 ] |
| 2019 | 아메리칸 뮤직 어워드          | 최애 뮤직 비디오        | 수상   | [ 48 ] |
| 2019 | 텔레힛 어워드                 | 최우수 영어 비디오      | 후보   | [ 49 ] |
| 2019 | 텔레힛 어워드                 | 사람들의 최우수 비디오  | 후보   | [ 49 ] |
| 2020 | 그래미 어워드                 | 최우수 팝 솔로 퍼포먼스 | 후보   | [ 50 ] |
| 2020 | 아이하트라디오 뮤직 어워드    | 최우수 가사             | 후보   | [ 51 ] |
| 2020 | 퀴어티 어워드                 | 앤섬                    | 준우승 | [ 52 ] |
| 2020 | 니켈로디언 키즈 초이스 어워드 | 최애 노래               | 후보   | [ 53 ] |
| 2020 | 베를린 뮤직 비디오 어워드     | 최우수 시네마토그래피   | 후보   | [ 54 ] |
| 2020 | BMI 팝 어워드                 | 수상 노래               | 수상   | [ 55 ] |
| 2020 | BMI 팝 어워드                 | 올해의 발매사 (소니)    | 수상   | [ 55 ] |

## 영향
2019년 6월 1일 스위프트는 Change.org에 성소수자 평등법을 통과시키는 데 미국 상원이 찬성한 "평등법 지지법"이라는 이름의 청원을 시작했다. 해당 청원은 "성, 성적 지향, 성 정체성, 또는 임신이나 출산에 관련된 의학적 조건에 근거한" 차별을 금지한다는 내용이 담겨 있다. 〈You Need to Calm Down〉 뮤직 비디오의 마지막에 영상을 본 사람들이 서명할 것을 호소하는 메시지가 나타났다. 해당 메시지에는 "국가적 차원에서 우리의 법이 모든 시민들을 평등하게 대해줄 것을 요구해 우리의 자부심을 보여줍시다. 부디 Change.org에 있는 평등법에 대한 상원의 지지를 요청하는 청원에 서명해주세요"라고 써 있었다. 2020년 4월 12일 기준, 청원서에는 엘리자베스 워런, 에이미 클로버샤, 에드 마키, 키어스틴 질리브랜드, 팀 케인, 코리 브루커, 베토 오로크 등의 민주당 상원의원과 대통령 후보가 서명했다. 스위프트는 자신의 고향인 테네시주의 공화당 상원의원인 라마 알렉산더에게 편지를 보내 알렉산더와 다른 상원의원들의 지지를 요청했다.

〈You Need to Calm Down〉의 가사인 "왜 기쁠 수 있는데 화가 났니(why are you mad when you could be GLAAD)"로 인해, 노래의 발매 후 미국의 성소수자 기구인 GLAAD의 개인 기부금이 급증했다. GLAAD는 이에 대응해 스위프트가 좋아하는 숫자인 13을 연관시켜 프라이드 먼스를 위한 지지 활동을 지원키 위해 1300달러의 페이스북 모금 행사를 시작했다. GLAAD의 앤서니 라모스는 스위프트가 "LGBTQ+ 사회 및 평등법을 지원하기 위해 플랫폼과 음악을 계속적으로 사용하고 있는 사실이 진정한 동맹의 상징"이며, "〈You Need to Calm Down〉은 완벽한 프라이드 노래로, 우리는 테일러가 LGBTQ 사회와 함께 포용성, 평등성, 수용성을 홍보하기 위해 서 있는 것에 감격했다"고 밝혔다. 라모스는 또한 개인 기부금 중 상당수가 13달러라고 밝혔다. GLAAD의 CEO이자 회장인 사라 케이트는 "테일러 스위프트는 차별에 반대하는 목소리를 내고 모두가 사랑하는 삶을 살 수 있는 세상을 만들기 위해 자신의 플랫폼을 계속 사용하고 있다. GLAAD는 우리를 지지해주는 그녀의 기부 및 공정하고 정의롭고 LGBTQ를 수용하는 것에 대해 목소리를 내기 위한 지속적인 노력에 매우 감사를 표한다. 오늘날의 분열된 정치, 문화적 환경에서 우리는 곳곳의 LGBTQ 사람들에게 긍정적이고 고무적인 메시지를 보내는 테일러와 같은 더 많은 동맹이 필요하다."고 답했다.
저는 그저 이 상이 팬 투표 상이라는 걸 알려주고 싶습니다. 그래서 저는 먼저 팬들에게 감사하는 말을 전하고 싶습니다. 왜냐면 이 비디오를 투표하는 것은 여러분이 우리가 누구를 사랑하든, 우리가 어떻게 구별하든지 상관없이 법에 따라 평등하게 대우받는 세상을 지지한다는 것을 의미하기 때문입니다. 이 비디오 끝 부분에는 청원에 관한 것이 있었고, 여전히 평등법에 관한 청원에 서명할 수 있습니다. 기본적으로 우리는 법 아래서 평등한 권리를 누릴 자격이 있다고 생각합니다. 저는 이 청원에 동의한 모든 이들에게 감사를 전하고 싶습니다. 백악관의 답변이 이루어지는 양의 5배인 50만 명의 서명이 있기 때문입니다. — 스위프트의 2019년 MTV 비디오 뮤직 어워드 올해의 비디오 수상 소감 중
2019년 8월 26일, 스위프트는 2019년 MTV 비디오 뮤직 어워드에서 〈You Need to Calm Down〉 뮤직비디오로 올해의 비디오 상을 수상하였다. 수상 소감에서 스위프트는 관객과 시청자들에게 청원에 서명할 것을 부탁하며 백악관이 "응답을 받을 수 있는 데 필요한 5배의 서명"이 있음에도 청원에 응답하지 않았다는 점을 지적했다. 텔레비전으로 소감이 방송되면서, 청원에 서명하는 사람들의 수가 급증하였다. 이튿날, 백악관의 부대변인인 저드 디어는 "트럼프 행정부는 어떤 종류의 차별을 절대적으로 반대하며 모든 이의 평등한 대우를 지지한다"고 언급하였지만 "현재 형태의 하원 통과 법안은 부모와 양심의 권리를 훼손할 우려가 있다"고 이야기했다.
〈You Need to Calm Down〉은 게이 앤섬으로 꼽히고 있다.

## 라이브 공연, 커버 및 미디어 사용
스위프트는 2019년 아마존 프라임 데이 콘서트에서 〈You Need to Calm Down〉을 라이브로 처음 선보였다. 8월 22일, 센트럴 파크에서 열린 굿 모닝 아메리카에서 노래를 공연하였다. 그 다음날 시리우스 XM 타운 홀에서 어쿠스틱 버전으로 노래를 불렀다. 2019년 MTV 비디오 뮤직 어워드에서는 〈Lover〉와 함께 공연했으며, 9월 2일 BBC 라디오 1의 라이브 라운지 세트리스트에 〈You Need to Calm Down〉을 포함시켰다. 9월 9일, 프랑스 파리에서 열린 시티 오브 러브 콘서트에서 노래를 불렀으며, 10월 19일 로스앤젤레스에서 개최된 위 캔 서바이브 자선 콘서트에서 공연하였다. 11월 10일, 중국 상하이에서 열린 알리바바 싱글즈 데이 갈라에서 노래를 불렀다. 12월 8일에는 런던에서 열린 캐피털 FM 징글 벨 볼 2019년에 〈You Need to Calm Down〉을 공연했다. 이어 12월 13일 뉴욕에서 아이하트라디오 Z100 징글 볼에서도 노래를 불렀다.
영국의 록 밴드 요나카는 2019년 8월 스포티파이 싱글 에디션을 위해 〈You Need to Calm Down〉을 커버하였다. 미국의 싱어송라이터 켈리 클락슨은 2020년 프라이드 먼스를 기념하기 위해 자신의 텔레비전 쇼인 켈리 클락슨 쇼의 에피소드에서 노래를 불렀다. 유튜버인 존 패솔드는 네모바지 스폰지밥에 나오는 〈Ripped Pants〉와 슈퍼 마리오 오디세이에 나오는 〈Jump Up, Super Star!〉 그리고 볼프강 아마데우스 모차르트의 피가로의 결혼을 포함, 다른 여러 노래와 함께 매시업을 한 영상을 올렸다. 아마존 뮤직은 〈You Need to Calm Down〉을 광고에 사용했으며, 2021년 6월, 인권 프로젝트의 일환으로 바킹 & 데이거넘 칼리지의 학생들은 〈You Need to Calm Down〉의 동영상을 만들었다. 또한 2020년 하계 올림픽에 참가한 미국 여자 축구 국가대표팀의 광고에 사용됐다.

## 곡 목록
스트리밍
1. "You Need to Calm Down" — 2:51

디지털 다운로드 및 스트리밍 — Clean Bandit remix
1. "You Need to Calm Down" (Clean Bandit remix) — 2:32

City of Lover rendition
1. "You Need to Calm Down" (Live from Paris) — 3:23

## 크레딧
크레딧은 타이달에서 발췌했다.
- 테일러 스위프트 – 보컬, 송라이터, 프로듀서
- 조엘 리틀 – 프로듀서, 송라이터, 드럼 프로그래머, 키보드, 레코드 엔지니어
- 서번 게니어 – 믹서
- 존 헤인스 – 믹스 엔지니어

## 인증
| 국가                               | 인증        | 판매량/출하량 |
| ---------------------------------- | ----------- | ------------- |
| 오스트레일리아 (ARIA)              | 3× 플래티넘 | 210,000       |
| 오스트리아 (IFPI 오스트리아)       | 골드        | 15,000        |
| 덴마크 (IFPI Danmark)              | 골드        | 45,000        |
| 뉴질랜드 (RMNZ)                    | 골드        | 15,000        |
| 노르웨이 (IFPI 노르웨이)           | 플래티넘    | 60,000        |
| 폴란드 (ZPAV)                      | 골드        | 10,000        |
| 포르투갈 (AFP)                     | 골드        | 5,000         |
| 영국 (BPI)                         | 플래티넘    | 600,000       |
| 미국 (RIAA)                        | 3× 플래티넘 | 3,000,000     |
| 판매량+스트리밍을 기반으로 한 인증 |             |               |